# Sopot Hit Festiwal 2009
Sopot Hit Festiwal 2009 – II edycja widowiska muzycznego Sopot Hit Festiwal odbyła się w dniach 7-9 sierpnia 2009 w sopockiej Operze Leśnej. W pierwszym dniu został wybrany Polski Hit Lata 2009 (Ewa Farna – „Cicho”), a w drugim Zagraniczny Hit Lata 2009 (Katerine – „Ayo Technology”). Trzeci dzień festiwalu natomiast poświęcony był jubileuszowi 35-lecia istnienia zespołu Budka Suflera. Festiwal transmitowany był na żywo przez stacje telewizyjne – TVP2, TVP Polonia, TVP HD oraz za pośrednictwem Radia Eska.

## Dzień 1 - Polski Hit Lata 2009

### Ćwierćfinał
| Lp. | Artysta           | Piosenka                        | Głosy  | Miejsce    |
| --- | ----------------- | ------------------------------- | ------ | ---------- |
| 1   | Stachursky        | Zostań i bądź                   | 0,79%  | 12 miejsce |
| 2   | Groovebusterz     | Talk to me                      | 1,72%  | 10 miejsce |
| 3   | PIN               | Konstelacje                     | 1,33%  | 11 miejsce |
| 4   | Piotr Rubik       | Nie wstydź się mówić że kochasz | 3,51%  | 9 miejsce  |
| 5   | Mrozu             | Miliony monet                   | 4,19%  | 8 miejsce  |
| 6   | Chłopacy          | Wiara                           | 11,58% | 3 miejsce  |
| 7   | Pectus            | Jeden moment                    | 23,02% | 2 miejsce  |
| 8   | Natalia Lesz      | Coś za coś                      | 7,85%  | 4 miejsce  |
| 9   | Candy Girl        | Yeah!                           | 4,85%  | 7 miejsce  |
| 10  | Roan              | Podnieś głowę                   | 0,27%  | 14 miejsce |
| 11  | Łukasz Zagrobelny | Mówisz i masz                   | 6,11%  | 6 miejsce  |
| 12  | Ewa Farna         | Cicho                           | 27,19% | 1 miejsce  |
| 13  | Iwona Węgrowska   | Zatem przepraszam               | 0,45%  | 13 miejsce |
| 14  | Blenders          | Kasia                           | 0,18%  | 15 miejsce |
| 15  | Kasia Kowalska    | Maskarada                       | 6,96%  | 5 miejsce  |

### Półfinał
| Lp. | Artysta   | Piosenka     | Głosy  | Miejsce   |
| --- | --------- | ------------ | ------ | --------- |
| 6   | Chłopacy  | Wiara        | 25,63% | 3 miejsce |
| 7   | Pectus    | Jeden moment | 28,75% | 2 miejsce |
| 12  | Ewa Farna | Cicho        | 45,62% | 1 miejsce |

### Finał
| Lp. | Artysta   | Piosenka     | Głosy  | Miejsce   |
| --- | --------- | ------------ | ------ | --------- |
| 6   | Chłopacy  | Wiara        | 20,56% | 3 miejsce |
| 7   | Pectus    | Jeden moment | 29,48% | 2 miejsce |
| 12  | Ewa Farna | Cicho        | 49,96% | 1 miejsce |

### Goście specjalni
- Doda
- Schiller
- September

## Dzień 2 - Zagraniczny Hit Lata 2009

### Ćwierćfinał
| Lp. | Artysta            | Piosenka                      | Głosy  | Miejsce    |
| --- | ------------------ | ----------------------------- | ------ | ---------- |
| 1   | Agnes              | Release Me                    | 11,21% | 5 miejsce  |
| 2   | Gathania           | Blame it on you               | 0,86%  | 11 miejsce |
| 3   | In-Grid            | Le Dragueur                   | 11,54% | 4 miejsce  |
| 4   | LaGaylia           | Over and over again           | 0,19%  | 15 miejsce |
| 5   | NEO                | You make me feel like dancing | 8,15%  | 6 miejsce  |
| 6   | Gorchitza          | Kiss me loneliness            | 0,27%  | 13 miejsce |
| 7   | Queensberry        | No smoke                      | 0,42%  | 12 miejsce |
| 8   | Daniela            | Push it up                    | 0,23%  | 14 miejsce |
| 9   | Inna               | Hot                           | 16,85% | 2 miejsce  |
| 10  | Marius             | Obsession                     | 5,99%  | 8 miejsce  |
| 11  | Katerine           | Ayo Technology                | 17,97% | 1 miejsce  |
| 12  | Stefanie Heinzmann | The Unforgiven                | 13,09% | 3 miejsce  |
| 13  | Jay Delano         | Are you ready                 | 2,05%  | 10 miejsce |
| 14  | Bel-mondo          | The club is mine              | 3,76%  | 9 miejsce  |
| 15  | Danzel             | Walking on sunshine           | 7,42%  | 7 miejsce  |

### Półfinał
| Lp. | Artysta            | Piosenka       | Głosy  | Miejsce   |
| --- | ------------------ | -------------- | ------ | --------- |
| 9   | Inna               | Hot            | 38,77% | 1 miejsce |
| 11  | Katerine           | Ayo Technology | 38,09% | 2 miejsce |
| 12  | Stefanie Heinzmann | The Unforgiven | 23,14% | 3 miejsce |

### Finał
| Lp. | Artysta            | Piosenka       | Głosy  | Miejsce   |
| --- | ------------------ | -------------- | ------ | --------- |
| 9   | Inna               | Hot            | 35,84% | 2 miejsce |
| 11  | Katerine           | Ayo Technology | 37,02% | 1 miejsce |
| 12  | Stefanie Heinzmann | The Unforgiven | 27,14% | 3 miejsce |

### Goście specjalni
- Shaun Baker & MaLoY
- Paulla
- Andrzej Piaseczny